# Ebrima Sohna
Ebrima Sohna, né le 14 décembre 1988, est un footballeur gambien évoluant au milieu de terrain.